# الفردو بن نبوحانه
الفردو بن نبوحانه (سیریلیک صربی: Ел Фарду Мухамед Бен Набуан؛ زادهٔ ۱۰ ژوئن ۱۹۸۹) بازیکن فوتبال اهل فرانسه است.
از باشگاه‌هایی که در آن بازی کرده‌است می‌توان به باشگاه فوتبال لو آور، باشگاه فوتبال المپیاکوس، و باشگاه فوتبال ویرا اشاره کرد.
وی همچنین در تیم ملی فوتبال اتحاد قمر بازی کرده‌است.